# Novo Orahovo
Novo Orahovo (en serbe cyrillique : Ново Орахово ; en hongrois : Zentagunaras) est une localité de Serbie située dans la province autonome de Voïvodine. Elle fait partie de la municipalité de Bačka Topola dans le district de Bačka septentrionale. Au recensement de 2011, elle comptait 1 765 habitants.
Novo Orahovo est officiellement classé parmi les villages de Serbie.

## Démographie

### Évolution historique de la population
| 1948  | 1953  | 1961  | 1971  | 1981  | 1991  | 2002  | 2011  |
| ----- | ----- | ----- | ----- | ----- | ----- | ----- | ----- |
| 3 119 | 2 859 | 2 970 | 2 673 | 2 307 | 2 263 | 2 029 | 1 765 |

|  |